# Bossa sinovial
Una bossa sinovial o bossa serosa (en llatí bursa) és un petit sac ple de líquid revestit per una membrana sinovial amb una capa capil·lar interna de fluid viscós (similar en consistència a la de la clara d'ou crua). Proporciona un amortidor entre els ossos i els tendons i/o els músculs al voltant d'una articulació. Això ajuda a reduir la fricció entre els ossos i permet la lliure circulació. Així les bosses es troben al voltant de la majoria de les articulacions del cos.

## Rellevància clínica
La infecció o irritació de la bursa condueix a la bursitis (inflamació de la bursa). El terme general per a la malaltia de les bosses és "bursopatia".